# Crossroads Guitar Festival 2007 (Film)
Crossroads Guitar Festival 2007 ist ein Konzertfilm, der Höhepunkte der zweiten Ausgabe des vom britischen Rockmusiker Eric Clapton organisierten Crossroads Guitar Festival dokumentiert. Der Film erschien am 20. November 2007. Die DVD-Veröffentlichung enthält 39 Titel. Beim Kauf des Videos bei „Best Buy“ konnte man eine Bonus-DVD mit den Titeln Things Get Better und Why Does Love Got to Be So Sad? erwerben. Mitunter wird die DVD auch unter „Various Artists“ geführt.

## Rezeption
Allmusic-Kritiker Hal Horowitz findet, dass der Sound, Bild und die Kamera-Perspektiven „super“ seien. Er kritisiert jedoch das Ausmaß an auf der Doppel-DVD vorhandenen Titel und fände es besser, wenn „alles auf CD und DVD veröffentlicht werde, damit Jeder alles besser verstehen und sehen“ könne. Abschließend vergab er 4 von 5 Bewertungseinheiten für den Konzertfilm.

## Titellisten

### DVD 1
1. Introduction – Bill Murray
2. Uberesso – Sonny Landreth
3. Hell at Home – Sonny Landreth & Eric Clapton
4. Maharina – John McLaughlin
5. Rosie – Doyle Bramhall II
6. Outside Woman Blues – Doyle Bramhall II
7. Little by Little – Susan Tedeschi & The Derek Trucks Band
8. Anyday – The Derek Trucks Band
9. Highway 61 Revisited – Johnny Winter & The Derek Trucks Band
10. Nobodysoul – Robert Randolph & The Family Band
11. Poor Johnny – The Robert Cray Band
12. Dirty Work at the Crossroads – Jimmie Vaughan & The Robert Cray Band
13. Sitting on Top of the World – Hubert Sumlin, The Robert Cray Band & Jimmie Vaughan
14. Paying the Cost to Be the Boss – B.B. King, The Robert Cray Band, Jimmie Vaughan & Hubert Sumlin
15. Rock Me Baby – B.B. King, The Robert Cray Band, Jimmie Vaughan & Hubert Sumlin
16. Sweet Thing – Vince Gill
17. Country Boy – Albert Lee & Vince Gill
18. If It Makes You Happy – Sheryl Crow, Vince Gill & Albert Lee
19. Tulsa Time – Sheryl Crow, Eric Clapton, Vince Gill & Albert Lee
20. Blue Eyes Crying in the Rain – Willie Nelson, Vince Gill & Albert Lee
21. On the Road Again – Willie Nelson, Sheryl Crow, Vince Gill & Albert Lee

### DVD 2
1. Belief – John Mayer
2. Gravity – John Mayer
3. Don’t Worry Baby – Los Lobos
4. Mas y Mas – Los Lobos
5. Cause We’ve Ended as Lovers – Jeff Beck
6. Big Block – Jeff Beck
7. Tell the Truth – Eric Clapton & Derek Trucks
8. Little Queen of Spades – Eric Clapton & Derek Trucks
9. Isn’t It a Pity – Eric Clapton
10. Who Do You Love? – Robbie Robertson & Eric Clapton
11. Presence of the Lord – Steve Winwood & Eric Clapton
12. Can’t Find My Way Home – Steve Winwood & Eric Clapton
13. Had to Cry Today – Steve Winwood & Eric Clapton
14. Dear Mr. Fantasy – Steve Winwood
15. Crossroads – Eric Clapton & Steve Winwood
16. Mary Had a Little Lamb – Buddy Guy
17. Damn Right I’ve Got the Blues – Buddy Guy
18. Sweet Home Chicago – Buddy Guy, Eric Clapton, Robert Cray, John Mayer, Hubert Sumlin, Jimmie Vaughan & Johnny Winter

## Kommerzieller Erfolg

### Chartplatzierungen
In Deutschland erreichte der Konzertfilm Platz 72 der deutschen Albumcharts und verblieb insgesamt 8 Wochen in der Hitparade.
| ChartsChartplatzierungen | Höchstplatzierung | Wochen |
| ------------------------ | ----------------- | ------ |
| Deutschland (GfK)        | 72 (8 Wo.)        | 8      |

### Auszeichnungen für Musikverkäufe
| Land/Region               | Auszeichnungen für Musikverkäufe (Land/Region, Auszeichnung, Verkäufe) | Verkäufe |
| ------------------------- | ---------------------------------------------------------------------- | -------- |
| Australien (ARIA)         | 3× Platin                                                              | 45.000   |
| Deutschland (BVMI)        | Gold                                                                   | 25.000   |
| Frankreich (SNEP)         | Gold                                                                   | 10.000   |
| Vereinigte Staaten (RIAA) | 6× Platin                                                              | 600.000  |
| Insgesamt                 | 2× Gold · 8× Platin ·                                                  | 655.000  |

Hauptartikel: Eric Clapton/Auszeichnungen für Musikverkäufe